# Stelling van Steiner-Lehmus

De stelling van Steiner-Lehmus zegt dat een driehoek waarin twee binnenbissectrices gelijke lengte hebben, gelijkbenig is. In de figuur hiernaast betekent dat, als α=β, γ=δ en AE=BD, dan is de driehoek gelijkbenig.
De stelling is vernoemd naar de Zwitserse wiskundige Jakob Steiner en een Duitse professor Daniel Christian Ludolf Lehmus (1780-1863).

## Beroemde en beruchte stelling
De stelling is berucht omdat hij zo lastig met meetkundige middelen is te bewijzen, en er vele foute bewijzen zijn gegeven, en beroemd omdat er veel verschillende bewijzen zijn gepubliceerd. Alle bewijzen zijn min of meer indirect en maken op een of andere wijze gebruik van de ordening van reële getallen. Opmerkelijk genoeg geldt de stelling ook niet wanneer in plaats van twee gelijke binnenbissectrices twee gelijke buitenbissectrices worden genomen.

## Bewijs met formule van de lengte
Nemen we aan dat de binnenbissectrices vanuit A en B, AE en BD gelijk zijn, dan geldt (zie bissectrice):
{\displaystyle AE=BD}
{\displaystyle {\sqrt {bc\left(1-{\frac {a^{2}}{(b+c)^{2}}}\right)}}={\sqrt {ac\left(1-{\frac {b^{2}}{(a+c)^{2}}}\right)}}}
{\displaystyle b\left(1-{\frac {a^{2}}{(b+c)^{2}}}\right)=a\left(1-{\frac {b^{2}}{(a+c)^{2}}}\right)}
{\displaystyle {\frac {b((b+c)^{2}-a^{2})}{(b+c)^{2}}}={\frac {a((a+c)^{2}-b^{2})}{(a+c)^{2}}}}
{\displaystyle b(a+c)^{2}(b+c-a)(b+c+a)=a(b+c)^{2}(a+c-b)(a+c+b)}
{\displaystyle b(a^{2}+2ac+c^{2})(-a+b+c)=a(b^{2}+2bc+c^{2})(a-b+c)}
{\displaystyle (a-b)(c^{3}+3abc+(c^{2}+ab)(a+b))=0}
Omdat {\displaystyle c^{3}+3abc+(c^{2}+ab)(a+b)} uit allemaal positieve termen bestaat, blijkt dus dat {\displaystyle a-b=0} en dus {\displaystyle a=b}, zodat de driehoek inderdaad gelijkbenig is.